# Working-dog.com
working-dog ist ein soziales Netzwerk und eine Datenbank. Der Name working-dog bezieht sich auf die englische Bezeichnung des Gebrauchshunds bzw. Arbeitshunds. Mit mehr als 420.000 Nutzern und über 2,9 Millionen Hunden verschiedener Rassen ist es das größte Netzwerk seiner Art weltweit.

## Geschichte
Die Website, im Jahr 2005 von Mathias Dögel begründet, wird von seinem Technologieunternehmen Dögel GmbH mit Sitz in Kabelsketal betrieben. Zu Beginn digitalisierte Dögel, der Management-Software entwickelte, die Ahnentafeln der Hunde seiner Kunden. In den folgenden Jahren professionalisierte er mit seiner Firma das Portal und erweiterte es um Funktionen und Angebote wie Mitgliederprofile, Videos und eine Plattform zum Kauf und Verkauf von Hunden (s. Inhalte und Funktionen). Ursprünglich durch Sponsorengelder finanziert wird working-dog inzwischen durch Werbung, kostenpflichtige Inhalte wie Livestreams von Turnieren sowie einen Premium-Bereich, der gegen Abonnement-Gebühren freigeschaltet wird, getragen.
Die Plattform wird von 426.000 Menschen weltweit genutzt und in 5 Sprachen angeboten, Deutsch, Englisch, Französisch, Spanisch, Ungarisch.

## Inhalte und Funktionen
Die Plattform bietet folgende Leistungen an:
- Verzeichnis von Hunderassen
- Mitgliederprofile für Personen und Hunde
- Videos
- Plattform zum Kauf und Verkauf von Hunden
- Onlineshop für Zubehör
- Darstellung von Meisterschaften im Hundesport, Ergebnissen und Livestreams
- Ergebnisse von Hundeausstellungen und Zuchtschauen
- Abbildung von Ahnentafeln und Abstammungslinien
- Unterstützung bei Zuchtplanung und -übersicht
- Nachrichtenfunktion zwischen den Benutzern
- Newsletter

Nach eigener Aussage werden alle eingestellten Informationen bei working-dog durch Moderatoren geprüft.

## Verbindung zum Meldewesen im Hundesport
Mit Caniva besteht neben working-dog eine Website, die das Meldewesen für Turniere im Hundesportbereich vereinfacht und auf working-dog.com widerspiegelt. Zehn Verbände, darunter der Verband für das Deutsche Hundewesen, der Deutsche Hundesportverband, der Deutsche Verband der Gebrauchshundsportvereine und der Schäferhundverein RSV2000 nutzen Caniva in 18 unterschiedlichen Hundesport-Kategorien.

## Apps
Neben der kostenlosen working-dog-App, welche die Plattform auch Smartphone-Nutzern zugänglich macht, wird die kostenpflichtige App Tracking-Dog angeboten, die Hundeführer bei der Fährtensuche mit ihrem Hund unterstützen und trainieren soll. Beide werden für Android und iOS Betriebssysteme angeboten.

## Auszeichnungen und Preise
Working-dog.com erreichte 2018 den ersten Platz bei „Digitale Erfolgsgeschichten aus Sachsen-Anhalt“, das von den Handwerkskammern Halle und Magdeburg sowie den Industrie- und Handelskammern Halle-Dessau und Magdeburg veranstaltet wurde.